# Třída Duguay-Trouin
Třída Duguay-Trouin byla třída lehkých křižníků francouzského námořnictva. Skládala se ze tří jednotek, které byly ve službě v letech 1926–1952. Dva křižníky byly zničeny za druhé světové války. Hlavním nedostatkem těchto plavidel byla téměř neexistující pancéřová ochrana.

## Stavba
Celkem byly v letech 1922–1926 postaveny tři křižníky této třídy. Dva postavila loděnice  Arsenal de Brest a třetí  Arsenal de Lorient.
Jednotky třídy Duguay-Trouin:
| Jméno          | Založení kýlu | Spuštěna        | Vstup do služby | Status                                                                                   |
| -------------- | ------------- | --------------- | --------------- | ---------------------------------------------------------------------------------------- |
| Duguay-Trouin  | 1922          | 14. srpna 1923  | 19. září 1926   | Po válce využíván jako depotní loď. Roku 1952 byl vyřazen a sešrotován.                  |
| Lamotte-Piquet | 1923          | 21. března 1924 | 1. září 1926    | Dne 12. ledna 1945 byl v Cam Ranh potopen americkými palubními letadly.                  |
| Primauguet     | 1923          | 21. května 1924 | 1. září 1926    | Dne 8. listopadu 1942 byl potopen při pokusu o napadení amerického výsadku v Casablance. |

## Konstrukce

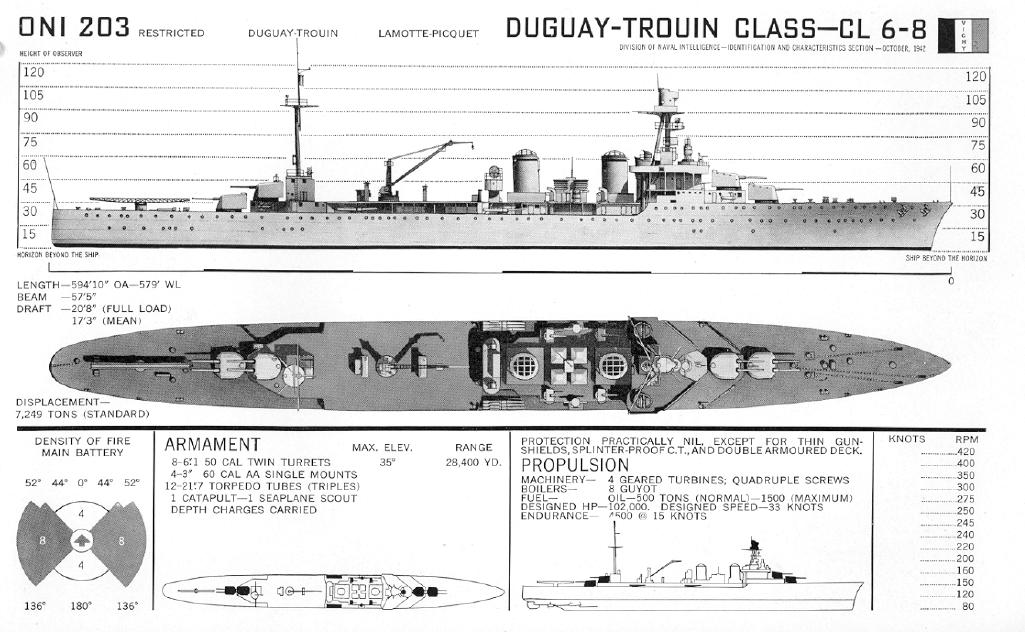
Schéma křižníku třídy Duguay-Trouin

Křižník byl vyzbrojen osmi 155mm kanóny ve dvoudělových věžéch, čtyřmi 75mm kanóny, čtyřmi 13,2mm kulomety a čtyřmi trojhlavňovými 533mm torpédomety. Nesl katapult pro průzkumný hydroplán. Pohonný systém tvořilo osm kotlů a čtyři parní turbíny o výkonu 100 000 hp. Nejvyšší rychlost dosahovala 33 uzlů. Dosah byl 4500 námořních mil při rychlosti 15 uzlů.

## Služba

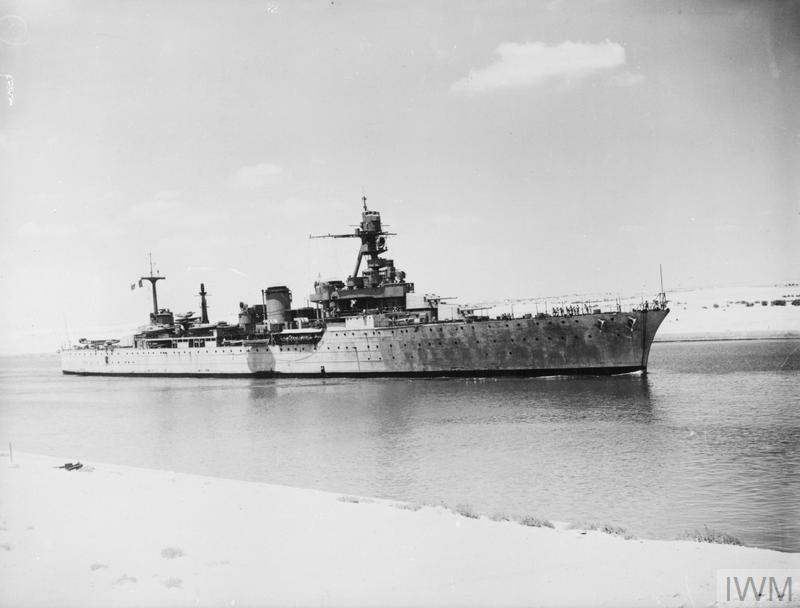
Schéma křižníku třídy Duguay-Trouin

Všechna tři plavidla bojovala v druhé světové válce. Duguay-Trouin zůstal po francouzské kapitulaci v Alexandrii, kde byl po dohodě s Brity odzbrojen a internován. Po zániku vichistické Francie se 30. května 1943 vrátil na stranu spojenců, byl reaktivován a modernizován. Poté bojoval v silách Svobodných Francouzů. Po válce byl používán jako plovoucí skladiště a v roce 1952 sešrotován.
Naopak Lamotte-Piquet byl v době francouzské kapitulace ve Francouzské Indočíně. Thajské územní požadavky vůči Vichistické Francii vedly až k ozbrojeným střetům. Lamotte-Piquet byl vlajkovou lodí improvizované eskadry francouzských plavidel, která se v bitvě u Ko Čangu střetla s Thajským námořnictvem a připravila ho o dvě nejcennější jednotky – lodě pobřežní obrany Sri Ajudhja a Thonburi a navíc tři torpédovky. Později byl na nátlak Japonska internován a na konci války ho zničilo americké letectvo.
Primauguet zůstal po porážce Francie v roce 1940 věrný kolaborantské vládě ve Vichy a kotvil v Casablance (největší francouzskou lodí v přístavu byla nedokončená bitevní loď Jean Bart). Když spojenci 8. listopadu 1942 začali Operaci Torch – vylodění v Severní Africe, byla Casablanca jedním z míst určených pro výsadek. Vichistické námořnictvo se pokusilo vylodění bránit a na moře proto vyplul Primauguet, šest torpédoborců a osm ponorek. Primauguet poté rozstřílela a potopila americká bitevní loď USS Massachusetts.